# Municipio de Benemérito de las Américas
El Municipio de Benemérito de las Américas es uno de los 124 municipios que forman el estado mexicano de Chiapas. Está localizado en el extremo oriental del estado, en la Selva Lacandona.

## Geografía
Benemérito de las Américas es el municipio más oriental del estado de Chiapas, limitando con Guatemala al sur y al este, esta última frontera está formada por el río Usumacinta. Sus límites corresponden a los municipios guatemaltecos de Ixcán de El Quiché, Chisec de Alta Verapaz, Sayaxché y Las Cruces de El Petén. Sus límites municipales son al extremo norte con el municipio de Ocosingo y el oeste con Marqués de Comillas. Su extensión territorial es de 979.20 km².

### Orografía e hidrografía
Como toda la zona en que se encuentra sentada, la orografía del territorio es mayormente plana, con suaves ondulaciones hacia el este, hacia el río Usumacinta.
Hidrológicamente el territorio municipal se encuentra dividido entre dos cuencas, la zona oeste y norte forma parte de la cuenca del río Lacantún y la zona este de la cuenca del río Chixoy; ambas forman parte de la Región hidrológica Grijalva-Usumacinta, que ocupa más del 60 % del territorio chiapaneco. Las principales corrientes del territorio son dos grandes ríos, al norte el río Lacantún, que señala su límite con el municipio de Ocosingo y al que fluyen los ríos Jataté, Tzendales, Perlas y Lacanjá, y al este el río Usumacinta, el más caudaloso de México, y límite internacional con Guatemala.

### Clima y ecosistemas
El clima que se registra en todo el territorio de Benemérito de las Américas está clasificado como Cálido húmedo con abundantes lluvias en verano, propio de las selvas tropicales; la temperatura promedio anual fluctúa entre los 24 a 26 °C, y la precipitación pluvial promedio anual va de los 3000 a los 2000 mm.

## Demografía
El municipio tiene una población de 15 213 habitantes según los resultados del Conteo de Población y Vivienda de 2005 realizado por el Instituto Nacional de Estadística y Geografía, de ese total, 7695 son hombres y 7518 son mujeres.

### Localidades
En el censo de 2020 el municipio de Benemérito de las Américas contaba con 49 localidades.
| Código INEGI      | Localidad                  | Población (2020) |
| ----------------- | -------------------------- | ---------------- |
| 071140001         | Benemérito de las Américas | 10 026           |
| 071140012         | Flor de Cacao              | 2 221            |
| 071140020         | Nuevo Orizaba              | 1 383            |
| 071140002         | Arroyo Delicias            | 1 223            |
| 071140025         | Roberto Barrios            | 1 024            |
| 071140019         | Nuevo Chihuahua            | 972              |
| Otras localidades | Otras localidades          | 6 754            |
| Total municipal   | Total municipal            | 23 603           |

### Religión
Católica: 3529, Protestante: 2678, Bíblica no evangélica: 2051, Judaica: 3, Otra: 0, Sin religión: 3057. 

Fuente: INEGI 2000.

## Política
El gobierno municipal le corresponde al Ayuntamiento, este está conformado por el presidente municipal y un cabildo formado por regidores, son electos mediante planilla para un periodo de tres años que no puede ser renovado para el periodo inmediato, pero sí de forma intercalada. El municipio de Benemérito de las Américas es de creación muy reciente, fue constituido por decreto del Congreso de Chiapas a propuesta del gobernador Roberto Albores Guillén el 28 de julio de 1999.

### Representación legislativa
Para la elección de Diputados, tanto a nivel local al Congreso de Chiapas, como a nivel federal al Congreso de la Unión, el municipio de Chenalhó se encuentra integrado de la siguiente manera:
Local:
- VII Distrito Electoral Local de Chiapas con cabecera en Ocosingo.

Federal:
- Distrito electoral federal 3 de Chiapas con cabecera en Ocosingo.[12]